# Brama Warszawska w Opatowie
Brama Warszawska w Opatowie – brama miejska zlokalizowana w północno-zachodniej części starego miasta w Opatowie (województwo świętokrzyskie), w ciągu ulicy Tadeusza Kościuszki.

## Historia

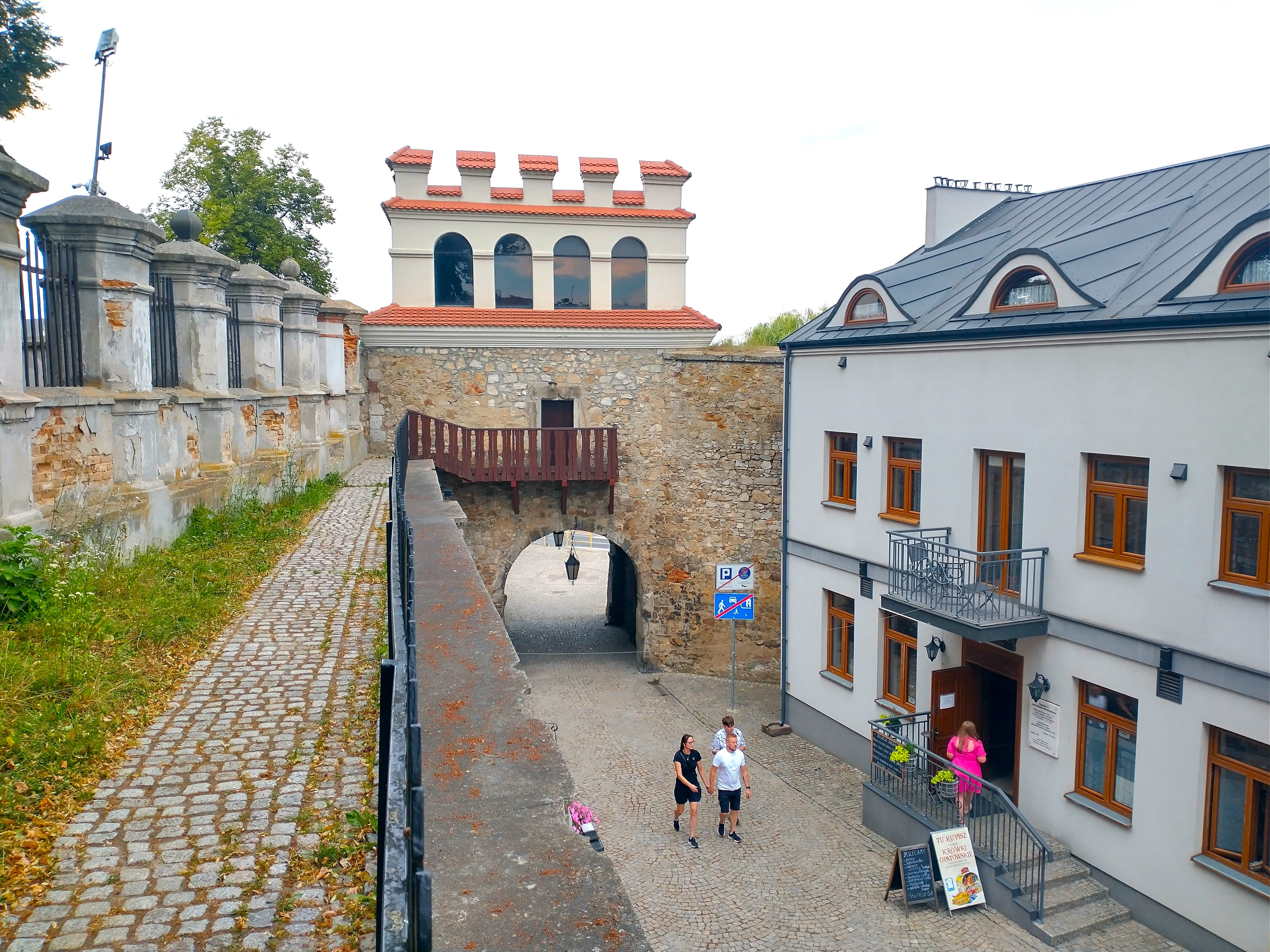
Widok od centrum miasta

Brama została ufundowana przez Krzysztofa Szydłowieckiego, właściciela Opatowa od 1517, a jednocześnie kanclerza wielkiego koronnego króla Zygmunta Starego. Stanowi jedyną zachowaną pozostałość zespołu czterech bram miejskich Opatowa. Do obecnych czasów nie dochowały się bramy: Krakowska, Lubelska i Sandomierska.

## Architektura
Obiekt wzniesiono w latach 1520-1530 z kamienia na planie kwadratu (był elementem obwarowań miejskich Szydłowieckiego z lat 1515-1530). Obecnie ma jedną kondygnację krytą drewnianym stropem (wcześniej był wyższy). Renesansowa attyka wieńcząca została zrekonstruowana. W dwóch ścianach znajdują się dwa otwory kluczowe pełniące rolę strzelnic. Nad arkadową bramą wjazdową umieszczony jest herb Odrowąż należący do rodziny Szydłowieckich. Trzyma go smok. Powyżej umieszczono w 1922 z inicjatywy księdza Szymona Pióro obraz Matki Bożej, jako pamiątkę drugiej rocznicy bitwy warszawskiej.